# Atrichopogon bellicosus
Atrichopogon bellicosus är en tvåvingeart som beskrevs av Debenham 1973. Atrichopogon bellicosus ingår i släktet Atrichopogon och familjen svidknott. Inga underarter finns listade i Catalogue of Life.